# نمک میکروکازمیک
نمک میکروکازمیک (به انگلیسی: Microcosmic salt) با فرمول شیمیایی (NH4)NaHPO4 یک ترکیب شیمیایی است؛ که جرم مولی آن 137.0077 g/mol می‌باشد. شکل ظاهری این ترکیب، کریستاهای بی‌بو است.